# Laevicardium
Laevicardium (лат.) — род морских двустворчатых моллюсков из семейства сердцевидок. Известны как современные, так ископаемые виды. Их ископаемые остатки известны с раннего мела по средний олигоцен (145,0—28,1 млн лет назад). Они найдена на территории Евразии, Северной и Южной Америки, а также Новой Зеландии.

## Виды
На декабрь 2023 года в род включают следующие виды:
- Laevicardium automolos (K. Martin, 1916) †
- Laevicardium brasilianum (Lamarck, 1819)
- Laevicardium castaneum J. Vidal, 2005
- Laevicardium clarionense (Hertlein & A. M. Strong, 1947)
- Laevicardium crassum (Gmelin, 1791)
- Laevicardium elatum (G. B. Sowerby I, 1833)
- Laevicardium lobulatum (Deshayes, 1855)
- Laevicardium mansfieldi (Abrard, 1947) †
- Laevicardium mortoni (Conrad, 1831)
- Laevicardium oblongum (Gmelin, 1791)
- Laevicardium pictum (Ravenel, 1861)
- Laevicardium pristis (Bory de Saint-Vincent, 1827)
- Laevicardium serratum (Linnaeus, 1758)
- Laevicardium substriatum (Conrad, 1837)
- Laevicardium sybariticum (Dall, 1886)